# سارا اورتگون های‌وااکینگ
سارا اورتگون های‌وااکینگ یک هنرمند تجسمی، رقصنده و بازیگر بومیان آمریکا در ایالات متحده است. او یکی از شهروندان رسمی قبیله شوشونی شرقی در ذخیره‌گاه ویند ریور و از نوادگان آراپاهوهای شمالی است. آثار او در موزه هنر دنور به نمایش درآمده‌اند و او در مراسم افتتاحیهٔ چیدمان جفری گیبسون در شصتمین دوسالانه ونیز رقصیده است؛ در همان چیدمان، او موضوع یک ویدئو آرت از گیبسون نیز بوده است.

## زندگی اولیه و تحصیلات
اورتگون های‌وااکینگ در دنور متولد شد و یکی از دوازده فرزند خانواده بود. او در دوران کودکی تابستان‌ها را در ذخیره‌گاه ویند ریور در وایومینگ سپری می‌کرد. او از سه‌سالگی در جشنواره‌های سنتی بومیان (powwow) شرکت می‌کرد و رقص «جینگل‌درِس» را با مشاهده آموخت.
اورتگون در سال ۲۰۱۳ از دانشگاه ایالتی متروپولیتن دنور در رشتهٔ هنرهای زیبا فارغ‌التحصیل شد. پس از فارغ‌التحصیلی، در مدرسه ملی رهبری فضای باز شرکت کرد که به او امکان سفر به آلاسکا را داد. او چندین ماه در کوه‌های چوگَچ خارج از مسیرهای مشخص پیاده‌روی کرد و همچنین در دریا با کایاک پارو زد. او بعدها رهبر اکسپدیشن برای همان مدرسه شد.

## زندگی حرفه‌ای
تا نوامبر ۲۰۲۳، اورتگون های‌وااکینگ به‌عنوان معاون مدیر منابع انسانی در بنیاد حقوق بومیان آمریکا مستقر در دنور مشغول به کار بود.

### هنرهای تجسمی
او عمدتاً آثار منجوق‌دوزی‌شده بر روی پوست و نقاشی با رنگ اکریلیک خلق می‌کند. او در افتتاحیهٔ نمایشگاه جفری گیبسون در دوسالانه ونیز اجرا داشت. آثارش در موزه ملی زنان در هنر و موزه هنر دنور و دیگر مکان‌ها به نمایش گذاشته شده‌اند. به‌گفتهٔ موزه هنر دنور، آثار او «پایداری مردمان بومی را در آغوش می‌کشند و راه‌هایی را که آن‌ها در جهان مدرن حضور دارند، به رسمیت می‌شناسند».
اورتگون های‌وااکینگ از دوران دبستان به خلق آثار هنری پرداخت و در حدود ۹ یا ۱۰ سالگی منجوق‌دوزی را از مادرش آموخت. زمانی که در بزرگسالی آغاز به کار هنری کرد، ابتدا از ترکیب گرافیت و تربانتین استفاده می‌کرد و با مداد طراحی می‌کرد. بعدها به رنگ‌های سنتی روی آورد، چرا که آثار اولیه‌اش به‌دلیل نوع مواد، کم‌کم محو می‌شدند. او همچنین در برخی از نقاشی‌هایش منجوق‌دوزی به‌کار می‌برد تا جلوه‌ای سه‌بعدی خلق کند. چشم‌انداز وایومینگ در درازمدت یکی از تأثیرگذارترین عناصر در آثارش بوده است.
یکی از پروژه‌های اولیهٔ اورتگون های‌وااکینگ بر خلق نقاشی‌های دوتایی تمرکز داشت؛ یکی تصویر زنی بومی و دیگری منظره‌ای از محل زندگی او را نمایش می‌داد.
او نقاشی دیواری‌ای را در منطقه هنری ریور نورت دنور خلق کرد که کوه بلو اسکای (در آن زمان کوه اِوانز) را به تصویر می‌کشید، که در آن نام «اِوانز» خط خورده و با «بلو اسکای» جایگزین شده‌بود.

### رقص
اورتگون های‌وااکینگ در لباس جینگل‌درِس اجرا می‌کند، و به گفتهٔ خودش «احساس می‌کند که روحی درونی همراه با لباس آیینی در حال رقصیدن است». سنت‌های رقص جینگل‌درِس ریشه در فرهنگ آنیشینابی دارد؛ او این نوع رقص را از رقصندگان دیگر در جشنواره‌های powwow از دوران کودکی آموخته است. او این رقص را در مرکز لینکلن نیویورک و اخیراً در دوسالانه ونیز نیز اجرا کرده است.

### بازیگری
او به‌عنوان بازیگر در مجموعه‌های تلویزیونی ۱۸۸۳ و جیمزتاون نقش‌آفرینی کرده است و همچنین در نمایش Black Elk Speaks نیز حضور داشته است.

## افتخارات
در سال ۲۰۱۳، اورتگون های‌وااکینگ به‌عنوان دختر شایسته بومیان آمریکا انتخاب شد. پس از آن وارد حرفهٔ بازیگری شد. این موقعیت به او اجازه داد تا در برنامه‌های تبادل فرهنگی با گواتمالا و مولداوی شرکت کند و در آن‌جا به اجرای رقص پرداخت.
در سال ۲۰۲۴، موزه ملی زنان در هنر او را به‌عنوان «هنرمند زن وایومینگی قابل‌توجه» معرفی کرد و همچنین به‌عنوان «زن جهانی قابل‌توجه» انتخاب شد.